# 特烏齊默蓋勒烏什

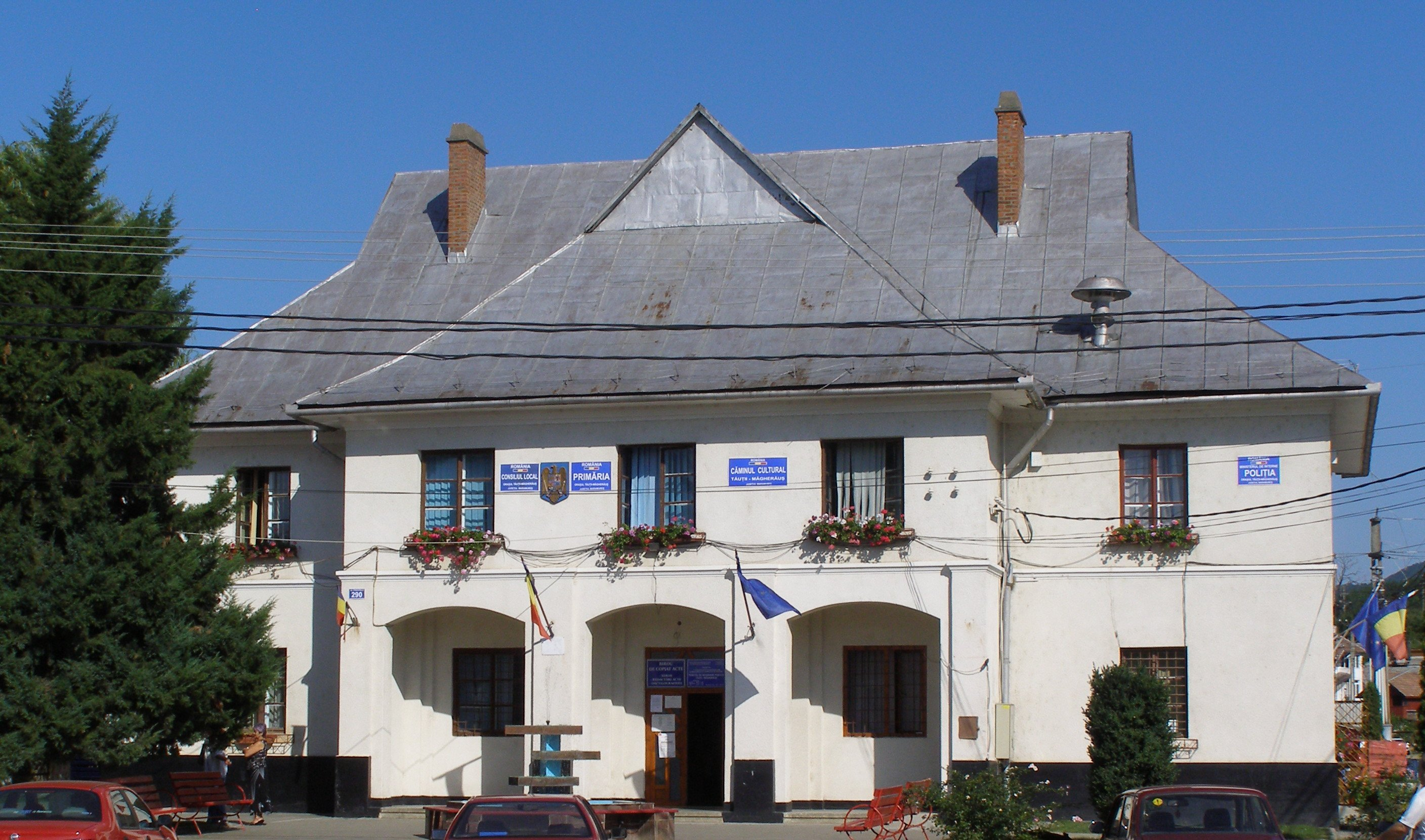

特烏齊默蓋勒烏什是羅馬尼亞的城鎮，位於該國西北部，距離首府馬拉穆列什縣8公里，由馬拉穆列什縣負責管轄，面積125.64平方公里，海拔高度217米，2009年人口7,297，大多數居民信奉東正教。
47°40′04″N 23°28′20″E / 47.6678°N 23.4722°E